# Giacomino da Verona
Giacomino da Verona (1255 - 1260 circa) è stato un poeta veronese.

## Biografia
Appartenente all'ordine dei Frati Minori, non si è trovata traccia di lui negli Annali di Wadding: dunque non dovette prendere parte ad uffici pubblici o ad incarichi di carattere ecclesiastico all'interno dell'ordine francescano. Fu probabilmente contemporaneo di Bonvesin de la Riva, come suggerirebbe lo stesso tipo di metrica e la presenza di idee simili in ambito escatologico.
Di Giacomino da Verona sappiamo molto poco, e quel poco che è noto è direttamente tramandato da Giacomino medesimo nella penultima quartina del De Babilonia civitate infernali: "... Iacomino da Verona de l'Orden de' Minori". Era dunque un francescano vissuto nella seconda metà del XIII secolo. Come tutti gli ecclesiastici conosceva la lingua latina, anche se utilizzava il dialetto veronese stretto per poter comunicare cogli auditori, popolani in gran parte analfabeti. Con ogni probabilità utilizzava parte dei poemetti durante le prediche o nelle funzioni religiose del sabato e della domenica. Ma non è nota la chiesa in cui risiedeva.
Non è confermato che Dante Alighieri abbia conosciuto Giacomino da Verona, sebbene l'eventualità sia alquanto fondata durante la tappa veronese dell'esilio del sommo poeta (1316 - 1318).

## Opere
Giacomino da Verona è autore di due poemetti didascalici in volgare veronese: il De Babilonia civitate infernali ("Babilonia, città infernale") in 280 versi e il De Jerusalem celesti ("La Gerusalemme celeste") di 336 versi. Con ogni probabilità i poemetti furono composti dal frate francescano durante la sua giovinezza, forse verso il 1275.
La lingua utilizzata è il volgare veronese, rozzo ma efficace per lessico e dialoghi, con figurazioni ingenuamente realistiche: descrive le gioie dei beati e le pene dei cattivi, in quanto - con ogni probabilità - i due poemetti erano diretti alla popolazione allora in gran parte analfabeta. Scritti con uno stile umile, esprimono un'ingenua concezione dell'aldilà: nel primo lavoro si descrivono le pene dell'inferno, mentre nel secondo vengono messe in evidenza le gioie dei beati. In entrambi i casi si fa ricorso a rappresentazioni che intendono colpire l'immaginario popolare e che per questo attingono dalle fantasie più diffuse. Il Paradiso vien descritto come luce pura ed eterna, un luogo attraversato da canti e musiche dolci, con mura di perle, fiumi d'oro, fontane d'argento e un panorama indescrivibile che l'autore prova a "scomporre" in elementi del mondo reale; l'Inferno invece è una città di fuoco e rovi, con draghi e demoni orrendi, nel quale hanno luogo terribili torture e dove riecheggiano lamenti e urla strazianti. I due poemetti devono aver avuto una grande diffusione al tempo, tanto che alcune raffigurazioni del De Babilonia civitate infernali vennero sviluppate e integrate da Dante Alighieri nella Divina Commedia.
La struttura di entrambi i poemetti, scritti in quartine monorime di alessandrini, deriva dalle esperienze giullaresche, mentre le immagini sono tratte dall' Apocalisse di Giovanni, dagli scritti francescani contemporanei a Giacomino da Verona, dal repertorio dei padri predicatori come Sant'Antonio di Padova, oltre che dagli scritti analoghi di Bonvesin de la Riva e Uguccione da Lodi.